# Cacodil

El Cacodil o tetrametildiarsina va ser sintetitzat per primera vegada per Louis Claude Cadet de Gassicourt l'any 1760 provocant, així, el naixement de la Química organometàl·lica. Destaca per ser un líquid oliós d'una olor molt desagradable, semblant a la de l'all.

## Història
Va ser Jöns Jacob Berzelius qui li va posar el nom de Kakodil (més tard canviat per cacodil) a aquesta molècula. Aquest nom provenia del grec kakodes (mala olor) i hyle (substància). Després d'una investigació de Edward Frankland i Robert Bunsen va ser designat com el primer compost organometàl·lic de la història.
A més, el cacodil va servir a Jöns Jacob Berzelius per provar la teoria dels radicals metils.

## Síntesi
{\displaystyle \mathrm {As_{2}O_{3}+4\,CH_{3}{-}COOK\longrightarrow (CH_{3})_{2}As{-}O{-}As(CH_{3})_{2}+2\,K_{2}CO_{3}+CO_{2}} }
(Reacció de síntesi del Cacodil)
Louis Claude Cadet de Gassicourt va aconseguir aquesta molècula mitjançant la destil·lació tèrmica de l'acetat de potàssi amb triòxid arsènic. Curiosament, avui en dia se segueix utilitzant aquest procés de síntesi. Tot i així, hi ha un procés alternatiu de síntesi que consisteix a fer reaccionar clorur de dimetilarsenat amb dimetilarsina.

## Usos
Històricament va servir per provar la teoria dels radicals augmentant així la seva utilització. Posteriorment, el seu interés va desaparèixer, a causa sobretot de la seva desagradable olor. Durant la Primera Guerra Mundial, es va estudiar la possibilitat d'utilitzar aquesta substància com a gas tòxic, però mai es va arribar a utilitzar.
Actualment, l'única utilització que té és com a lligand de metalls de transició.